# Drużkiwka
Drużkiwka (ukr. Дружківка) – miasto wydzielone na Ukrainie, w obwodzie donieckim, przy ujściu rzeki Krywyj Toreć do Kazennego Torcia.
Miasto jest ośrodkiem przemysłu spożywczego, metalowego i maszynowego. W mieście znajduje się cerkiew, zbudowana w 1900 roku w stylu bizantyjsko-staroukraińskim. Od 2013 w mieście istniało lodowisko Lodowa Arena „Altajir” w Drużkiwce, które podczas inwazji Rosji na Ukrainę zostało zniszczone w ataku rakietowym 2 stycznia 2023.
W mieście rozwinął się przemysł maszynowy, metalowy, porcelanowy oraz spożywczy.
W 1945 uruchomiono tramwaje w Drużkiwce.

## Historia
Pierwsze wzmianki o miejscowości pochodzą z 1781 roku. W 1938 roku Drużkiwka otrzymała prawa miejskie.

## Demografia
- 2024 – 31 000[4]